# Имек
Имек (хак. Имҷек ) — деревня в Таштыпском районе. Находится в 7 км на северо-западе от райцентра — с. Таштып.
Расположена на берегу реки Имек. Расстояние до ближайшей ж.-д. ст. Усть-Есь - 30 км, число хозяйств — 366, население - 1250 чел. (на 01.01.2004), в т.ч. русские (54,2%), хакасы (42,3%) и др.
До Октябрьской  революции 1917 на месте Имека была заимка, затем с.-х. угодья колхоза «Им. К. Маркса». В 1930 после образования совхоза «Таштыпский» в Имеке была размещена ферма № 1, а с 1937 село стало центральной усадьбой этого совхоза. В настоящее время ОАО «Таштыпское» (бывший совхоз «Таштыпский») находится в стадии банкротства. Других предприятий нет. В Имеке находится средняя школа.

## Население
| 2002 | 2010  |
| ---- | ----- |
| 1166 | ↗1260 |